# Leopold Prinz von Bayern
Leopold Rupprecht Ludwig Ferdinand Adalbert Friedrich Prinz von Bayern (* 21. Juni 1943 in Umkirch) ist ein ehemaliger deutscher Rennfahrer. Er ist Markenrepräsentant für BMW und hat mit „Poldi“ ein eigenes Modelabel.

## Familiäres
Leopold Prinz von Bayern ist Oberhaupt der Adalbertinischen Linie des Hauses Wittelsbach: Er ist Ur-Ur-Urenkel von König Ludwig I. und Nachkomme dessen vierten Sohnes Adalbert Wilhelm von Bayern. Seine Eltern sind Konstantin Prinz von Bayern und Maria Adelgunde von Hohenzollern. Sein Bruder ist Adalbert von Bayern (* 1944).
Leopold heiratete im Oktober 1977 Ursula Möhlenkamp aus Velbert, mit der er vier Kinder hat:
- Manuel (* 1972) ⚭ 2005 Anna Prinzessin zu Sayn-Wittgenstein-Berleburg (* 1978)
- Pilar (* 1978)
- Felipa (* 1981) ⚭ 2012 Christian Dienst[1]
- Konstantin (* 1986) ⚭ 2018 Deniz Kaya[2]

Leopold engagiert sich für die Special Olympics. Er lebt in Berg am Starnberger See.
Leopold ist verwandt mit dem schwedischen Königshaus. Sein Onkel, Bruder seiner Mutter, Johann Georg von Hohenzollern, war verheiratet mit Prinzessin Birgitta, der Schwester des schwedischen Königs. Er ist Patenonkel Carl Philips von Schweden, mit dessen Vater König Carl Gustaf er seit seinem zwölften Lebensjahr befreundet ist.

## Jugend
Leopold kam auf Schloss Umkirch zur Welt, dem Besitz seiner mütterlichen Familie, der Hohenzollern. Dort wuchs er bis zu seinem 22. Lebensjahr auf. Da sich seine Eltern scheiden ließen und erneut heirateten, blieb Leopold bei seinen Großeltern und seinem nur zwei Monate älteren Onkel Ferfried von Hohenzollern-Sigmaringen. Leopold beschrieb seinen Großvater Friedrich Viktor von Hohenzollern-Sigmaringen als sehr streng und sehr preußisch.

## Motorsport

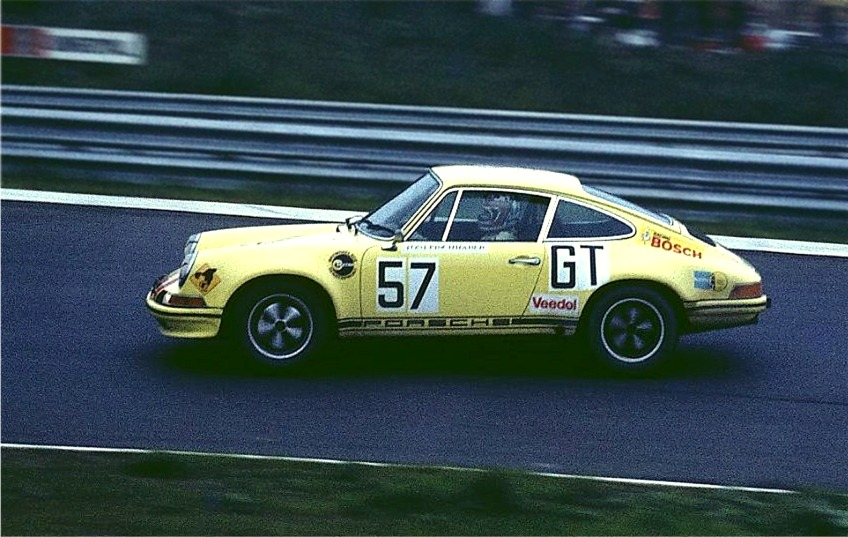
Leopold Prinz von Bayern beim 1000-km-Rennen auf dem Nürburgring 1972

Erste Bergrennen bestritt Leopold Prinz von Bayern mit seinem privaten Opel Kadett. Bei British Leyland bekam er seinen ersten Werksvertrag.
1969 wechselte er zum Rundstreckensport und wurde auf einem Alfa Vizemeister in der Deutschen Rundstrecken Meisterschaft. Seinen einzigen Titel gewann er 1972 bei der nordamerikanischen Eismeisterschaft auf einem Porsche. Es folgten verschiedene Tourenwagen- und Sportwagenrennen. In seiner Karriere fuhr er verschiedene Fahrzeuge wie den BMW M1 oder den Porsche 956, mit dem er beim 24-Stunden-Rennen von Le Mans 1984 zusammen mit Walter Brun und Bob Akin Gesamtrang 4 erreichte.
Ab 1986 war er ausschließlich auf BMW-Fahrzeugen im Einsatz.
Insgesamt erzielte „Prinz Leopold“ in seiner Karriere als Rennfahrer über 120 Siege.
Berühmt wurde er nicht nur als Rennfahrer, sondern auch als Mitglied des legendären „Trio Infernale“. Das Trio aus ihm und seinen Kollegen und Freunden Hans-Joachim Stuck und Dieter Quester war bekannt für die Streiche, die sie vor allem in den Fahrerlagern anderen Kollegen spielten.
Heute ist Leopold internationaler Markenbotschafter von BMW. Er vertritt die Marke u. a. bei großen Messen wie der IAA in Frankfurt am Main und zahlreichen anderen Anlässen.

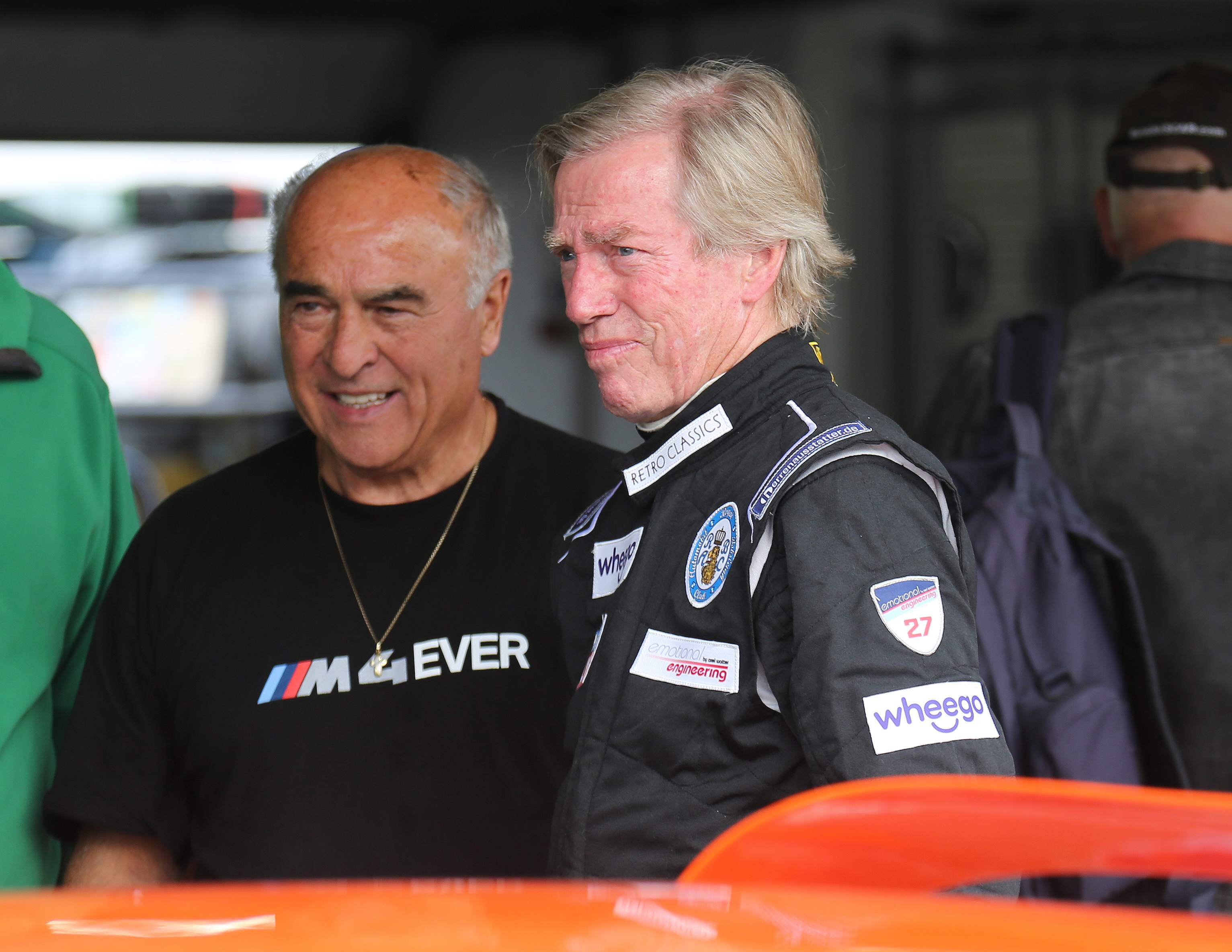
Leopold Prinz v. Bayern bei den Hockenheim Historic 2021
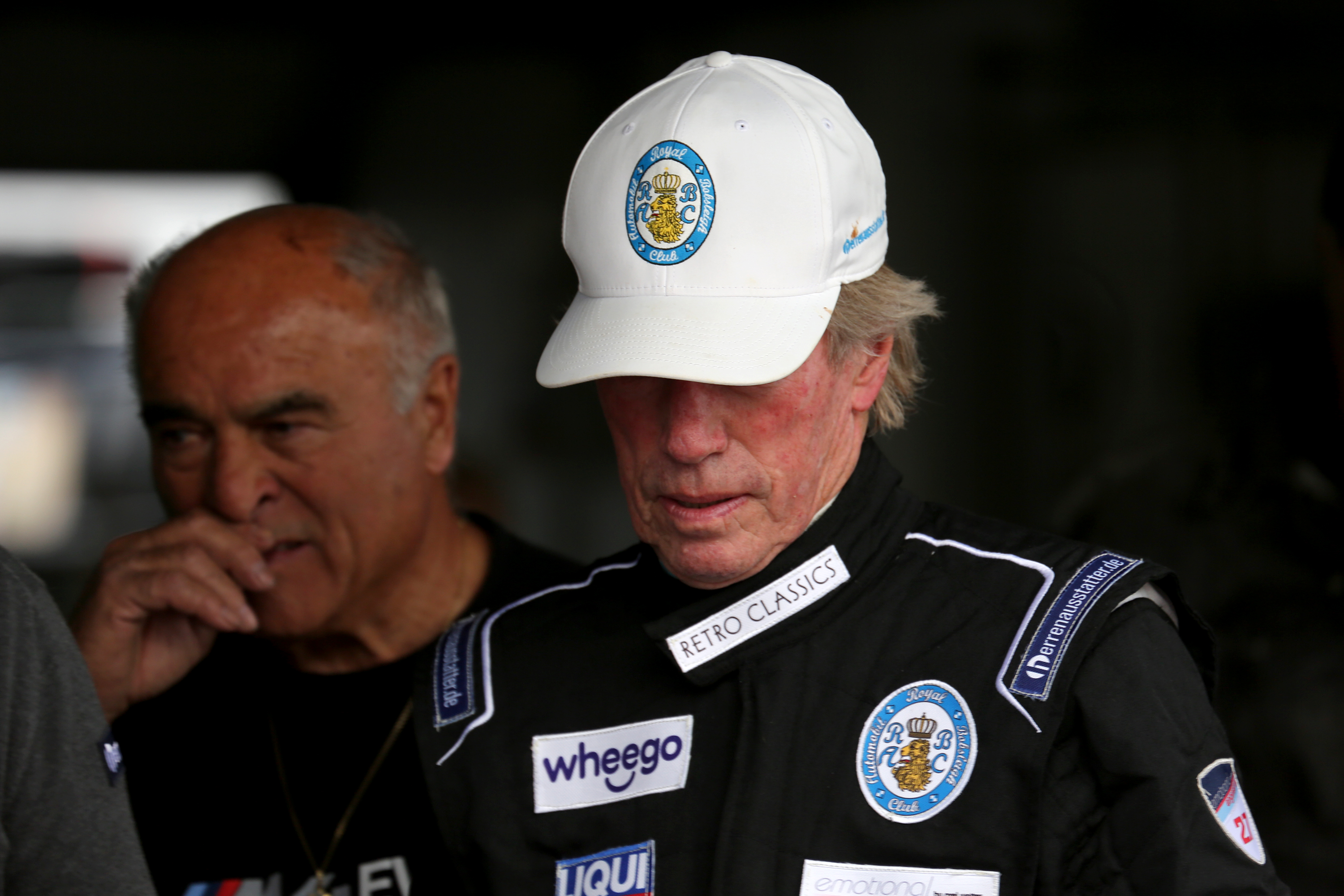
LPvB bei den Hockenheim Historic 2021
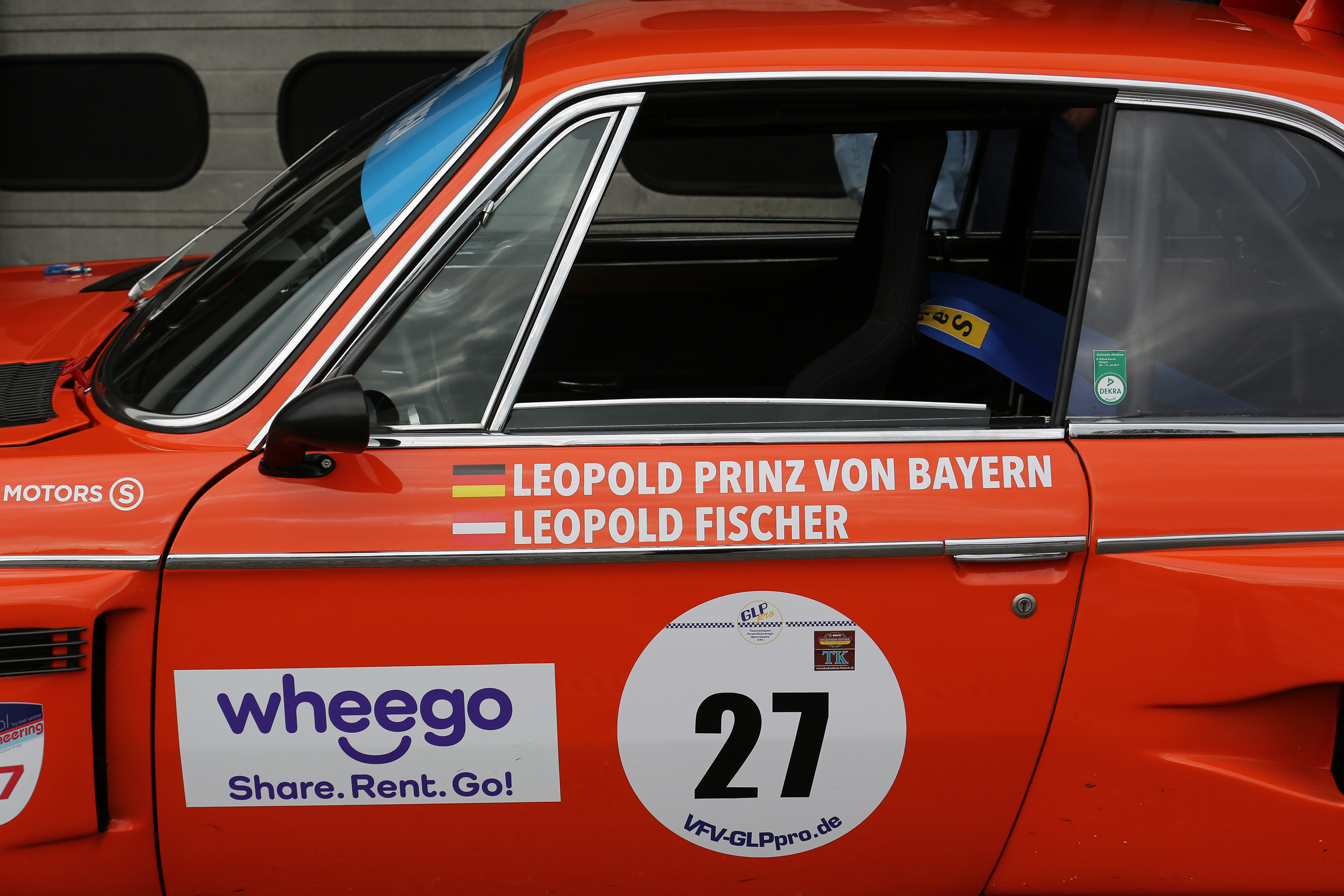
BMW E9
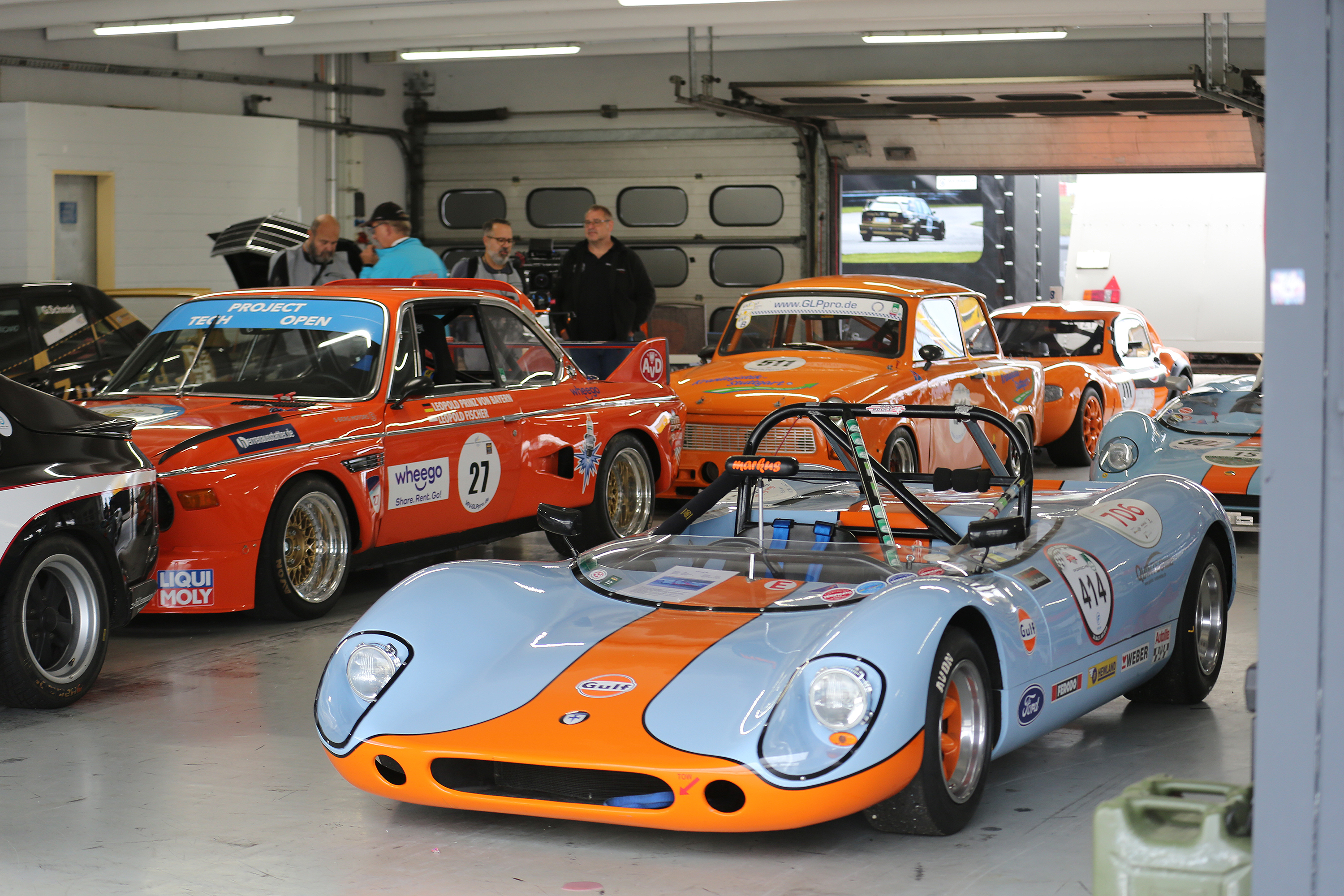
In der Box (No.27)
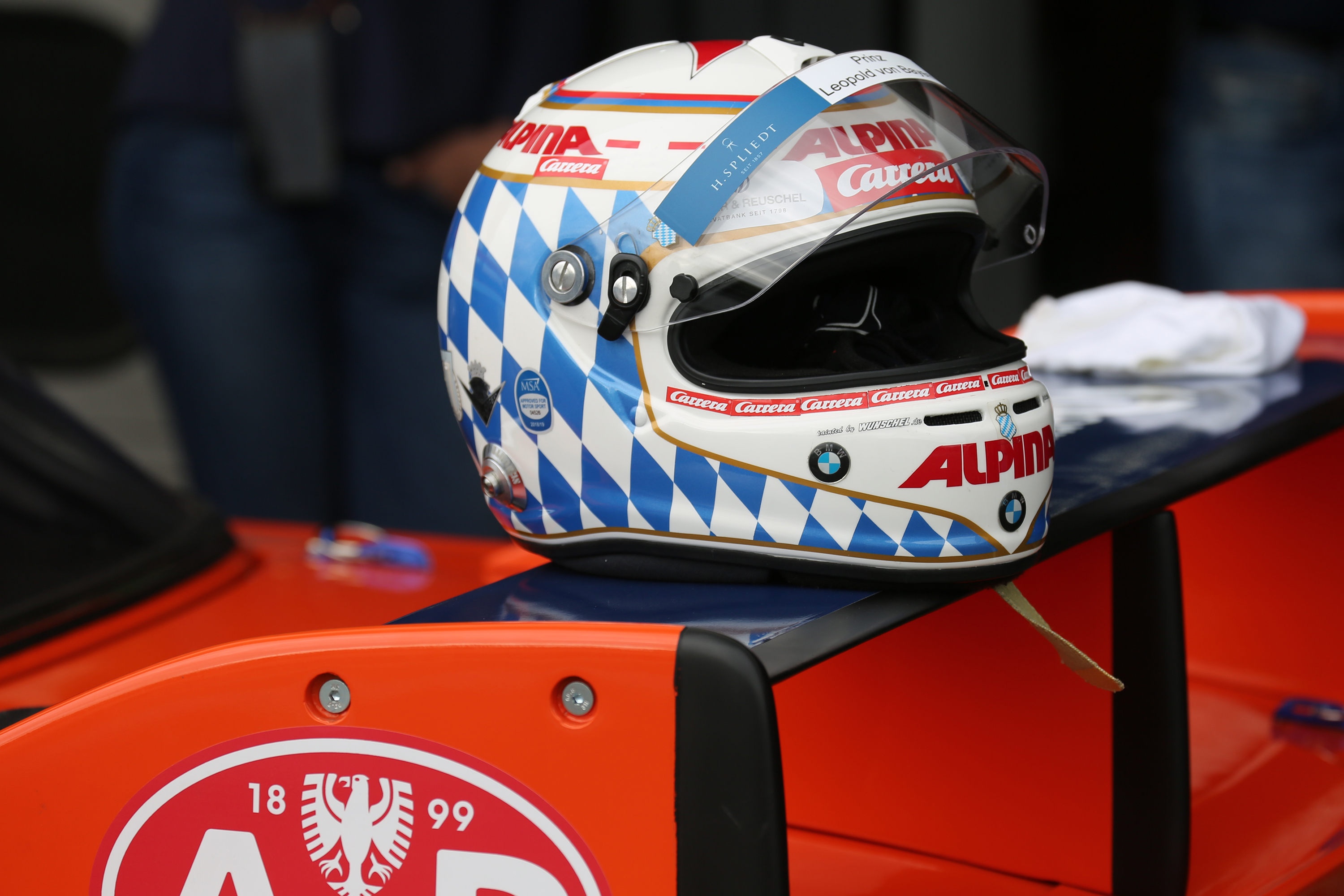
Die „Helmzier“ oder Rennfarben von LPvB (2021)
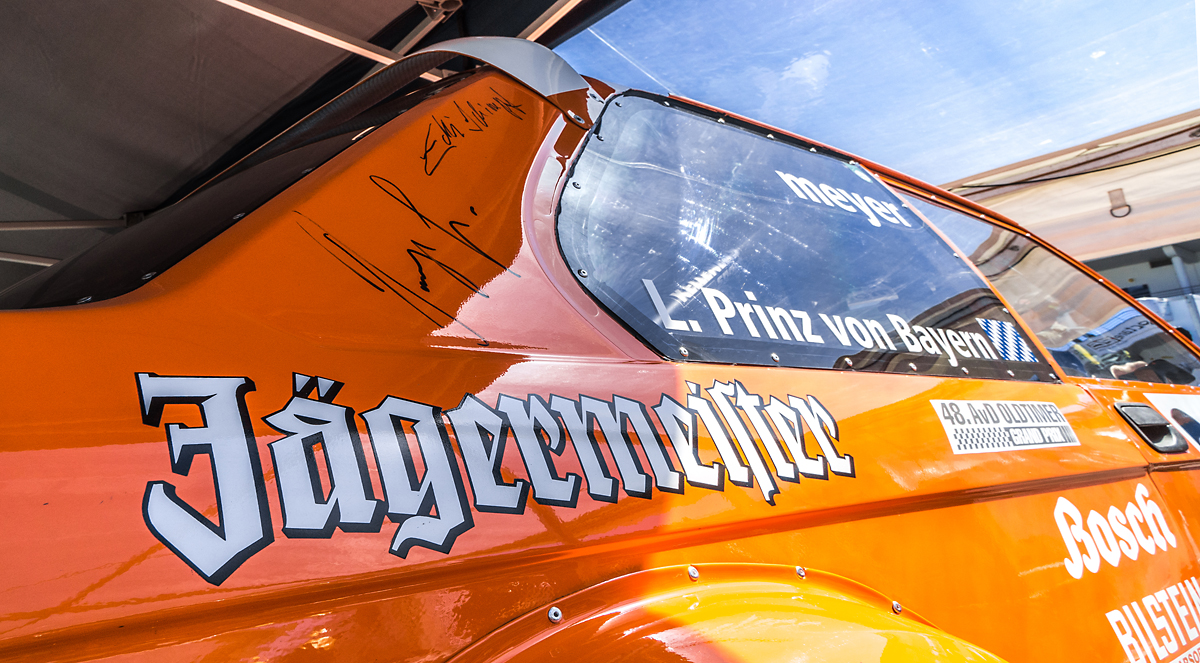
BMW E21 zum Oldtimer-GP am Nürburgring 2022 Fahrer Leopold Prinz von Bayern

## Karitative Funktionen
- Präsident des Kuratoriums zur Förderung des Modernen Fünfkampfes in Bayern e. V.
- Sonderbotschafter der Special Olympics
- Mitglied im Lions-Club Starnberger See-Ludwig II

## Statistik

### Karriere-Daten
| 1963–1969 | Bergrennen                                       |
| 1969–1972 | Deutsche Rundstrecken Meisterschaft              |
| 1972      | Nordamerikanischer Eismeister, Porsche           |
| 1973–1975 | Formel Super V                                   |
| 1977–1981 | verschiedene Tourenwagenrennen und -serien       |
| 1982      | Deutsche Rennsporttrophäe                        |
| 1983      | Deutsche Rennsportmeisterschaft, Porsche         |
| 1984      | Deutsche Tourenwagenmeisterschaft, BMW           |
|           | Sportwagenweltmeisterschaft, Porsche             |
| 1985      | Sportwagenweltmeisterschaft, Porsche             |
| 1986–1992 | Deutsche Tourenwagenmeisterschaft, BMW           |
| 1993      | Historische Tourenwagen-Europameisterschaft, BMW |
| 1994      | Historische Tourenwagen-Europameisterschaft, BMW |
|           | Japanische Supertourenwagenmeisterschaft, BMW    |
| 1995      | Österreichische Tourenwagenmeisterschaft, BMW    |
|           | Japanische Supertourenwagenmeisterschaft, BMW    |
| 1996–1997 | Deutscher Supertourenwagen-Cup, BMW              |
| 1998      | Deutsche Supertourenwagenmeisterschaft, BMW      |

### Le-Mans-Ergebnisse
| Jahr | Team             | Fahrzeug     | Teamkollege        | Teamkollege       | Platzierung | Ausfallgrund    |
| ---- | ---------------- | ------------ | ------------------ | ----------------- | ----------- | --------------- |
| 1981 | Helmut Marko RSM | BMW M1       | Christian Danner   | Peter Oberndorfer | Ausfall     | Kurbelwelle     |
| 1983 | Brun Motorsport  | BMW M1       | Angelo Pallavicini | Jens Winther      | Ausfall     | Getriebeschaden |
| 1984 | Brun Motorsport  | Porsche 956B | Walter Brun        | Bob Akin          | Rang 4      |                 |

### Einzelergebnisse in der Sportwagen-Weltmeisterschaft
| Saison | Team                         | Rennwagen           | 1   | 2   | 3   | 4   | 5   | 6   | 7   | 8   | 9   | 10  | 11  | 12  | 13  | 14  | 15  | 16  | 17  | 18  | 19  | 20  |
| ------ | ---------------------------- | ------------------- | --- | --- | --- | --- | --- | --- | --- | --- | --- | --- | --- | --- | --- | --- | --- | --- | --- | --- | --- | --- |
| 1965   | Leopold von Bayern           | Opel Kadett         | DAY | SEB | BOL | MON | MON | RTT | TAR | SPA | NÜR | MUG | ROS | LEM | REI | BOZ | FRE | CCE | OVI | NÜR | BRI | BRI |
| 1965   | Leopold von Bayern           | Opel Kadett         |     |     |     |     |     |     |     |     |     |     |     | 52  |     |     |     |     |     |     |     |     |
| 1972   | Anton Fischhaber             | Porsche 911         | BUA | DAY | SEB | BRH | MON | SPA | TAR | NÜR | LEM | ZEL | WAT |     |     |     |     |     |     |     |     |     |
| 1972   | Anton Fischhaber             | Porsche 911         |     |     |     |     | 14  |     |     |     |     |     |     |     |     |     |     |     |     |     |     |     |
| 1973   | Anton Fischhaber             | Porsche Carrera RSR | DAY | VAL | DIJ | MON | SPA | TAR | NÜR | LEM | ZEL | WAT |     |     |     |     |     |     |     |     |     |     |
| 1973   | Anton Fischhaber             | Porsche Carrera RSR |     |     |     | 14  |     |     |     |     |     |     |     |     |     |     |     |     |     |     |     |     |
| 1977   | Jörg Obermoser               | TOJ SC302           | DAY | MUG | DIJ | MON | SIL | NÜR | VAL | PER | WAT | EST | LEC | MOS | IMO | SAL | BRH | HOK | VAL |     |     |     |
| 1977   | Jörg Obermoser               | TOJ SC302           |     |     |     |     |     |     |     | DNF |     |     |     |     |     |     |     |     |     |     |     |     |
| 1981   | Helmut Marko RSM             | BMW M1              | DAY | SEB | MUG | MON | RIV | SIL | NÜR | LEM | PER | DAY | WAT | SPA | MOS | ROA | BRH |     |     |     |     |     |
| 1981   | Helmut Marko RSM             | BMW M1              |     |     |     |     | DNF |     |     |     |     |     |     |     |     |     |     |     |     |     |     |     |
| 1983   | Brun Motorsport Joest Racing | BMW M1 Porsche 936  | MON | SIL | NÜR | LEM | SPA | FUJ | KYA |     |     |     |     |     |     |     |     |     |     |     |     |     |
| 1983   | Brun Motorsport Joest Racing | BMW M1 Porsche 936  |     |     | DNF | DNF |     |     | 7   |     |     |     |     |     |     |     |     |     |     |     |     |     |
| 1984   | Brun Motorsport              | Porsche 956         | MON | SIL | LEM | NÜR | BRH | MOS | SPA | IMO | FUJ | KYA | SAN |     |     |     |     |     |     |     |     |     |
| 1984   | Brun Motorsport              | Porsche 956         |     |     | 4   | 9   | 8   |     |     | 4   |     |     |     |     |     |     |     |     |     |     |     |     |

## Veröffentlichungen
- Prinz Leopold „Poldi“ von Bayern: Initialzündung – Mein Weg in den Motorsport. In: Philipp Fürst zu Hohenlohe-Langenburg (Hrsg.): Motorsporthelden. Molino Verlag, Schwäbisch Hall und Sindelfingen 2020, S. 191–235. ISBN 978-3-948696-01-6.